# Actinide minore
Actinidele minore sunt elementele actinide care apar în reactorul nuclear în timpul arderii combustibilului nuclear, altele decât  uraniu (U, Z= 92) și plutoniu (Pu, Z= 94), considerate actinide majore. Acestea sunt neptuniu (Np, Z= 93), americiu (Am, Z= 95) și curiu (Cm, Z= 96)  berkeliu (Bk, Z= 97), californiu (Cf, Z= 98), einsteiniu (Es, Z= 99) și fermiu (Fm, Z= 100). Sunt produse în timpul funționării reactorului nuclear ca urmare a activării combustibilului nuclear și sunt parte componentă a combustibilului nuclear epuizat. Ele prezintă însă de un interes foarte crescut, din cauza timpului de înjumătățire foarte mare ai unor izotopi constituenți (237Np, 241Am, 243Am, 242-248Cm, 249-251Cf) și a tipului de radiație emise. Din acestă cauză, sunt încadrate în clasa de risc C la clasificarea ca deșeuri nucleare. De asemenea, o parte din izotopii acestora pot fisiona în anumite condiții, ceea ce ridică probleme de proliferare nucleară. Plutoniul și actinidele minore sunt responsabile pentru raditoxicitatea și fluxul de căldură ale combustibilului nuclear epuizat pe termen mediu (300-20000 ani).